# Каракачански диалект
Каракачанският диалект е северен диалект на новогръцкия език, говорен от етноса каракачани. Взаимодействието на етноса с други народи е предизвикало навлизането на чужди думи.

## Части на речта

### Съществителни
o ουρ-αν-ός' [, уран’ос] небе, небосвод.
| Български език | Гръцки език | Каракачански диалект |
| -------------- | ----------- | -------------------- |
| Понеделник     | Δευτέρα     | Δευτέρα              |
| Вторник        | Τρίτη       | Τρίτ'                |
| Сряда          | Τετάρτη     | Τετράδ'              |
| Четвъртък      | Πέμπτη      | Πέφτ'                |
| Петък          | Παρασκευή   | Παρασκευή            |
| Събота         | Σάββατο     | Σαββάτο              |
| Неделя         | Κυριακή     | Κυριακή              |

| Български език | Гръцки език | Каракачански диалект                                                                  |
| -------------- | ----------- | ------------------------------------------------------------------------------------- |
| Януари         | Ιανουάριος  | Γεννάρς                                                                               |
| Февруари       | Φεβρουάριος | Φλεβάρς                                                                               |
| Март           | Μάρτιος     | Μάρτ′ς                                                                                |
| Април          | Απρίλιος    | Απρίλς                                                                                |
| Май            | Μάιος       | Μάης                                                                                  |
| Юни            | Ιούνιος     | Θερστής                                                                               |
| Юли            | Ιούλιος     | Аλωνάρς (коренът на думата е в глагола „αλωνίζω“, който означава „вършея, овършавам“) |
| Август         | Αύγουστος   | Τριτής                                                                                |
| Септември      | Σεπτέμβριος | Σεπτέμβρις                                                                            |
| Октомври       | Οκτώβριος   | Αη Δημήτρ'ς                                                                           |
| Ноември        | Νοέμβριος   | Хαμένος                                                                               |
| Декември       | Δεκέμβριος  | Nτεκέμβρις                                                                            |

### Числителни

#### Числителни бройни
1. ένας [ˈenas] – един, ένα [ˈena] – едно, μια [ˈmiɲa] – една.
2. δυο [ðjo̞] – две, два(ма).
3. τρείς [ˈtris]— три (ср.р.), три(ма) (м.р.), τρία [ˈtriˌa] – три (ж.р.)
4. τέσσιρα [ˈteʃiˌra] – четири (ср.р.), τέσσιρις [ˈteʃiˌris] – четири (ж.р.), τέσσιρ [ˈteʃiˌr] – четири(ма) (м.р.).
5. πέντι [ˈpe̞ndi] – пет(има).
6. έξ [ˈɛkʃ] – шест(има).
7. ιφτά [ifˈta] – седем (седмина).
8. οχτώ [oxˈto] – осем (осмина).
9. ιννιά [iˈɲa] – девет(има).
10. δέκα [ˈðe̞ka] – десет(има).[5]

### Местоимения

#### Лични местоимения
| 1 л. | ιγώ [iˈɣɔ] – аз                                                  | ιμείς [iˈmis] – ние                                                                             |
| 2 л. | ισύ [iˈʃi] – ти                                                  | ισείς [iˈʃis] – вие                                                                             |
| 3 л. | - αυτός [afˈtos] – той - αυτήν [afˈtin] – тя - αυτό [afˈto] – то | - αυτοίν [afˈtin] – те (за м.р.) - αυτές [afˈtes] – те (за ж.р.) - αυτά [afˈta] – те (за ср.р.) |

### Глаголи
στέκομαι [ˈʃtekome] – 1. Стоя чакайки; 2. Спирам.
τρώω [ˈtro̞o̞] – 1. Ям; 2. Храня се.
Окончанията за образуване на миналото свършено време (аорист) се различават в множественото число.
| Множествено число | Книжовен гръцки език | Каракачански диалект |
| ----------------- | -------------------- | -------------------- |
| 1.                | πήραμε               | πήραμαν              |
| 2.                | πήρατε               | πήριταν              |
| 3.                | πήραν                | πήραν                |

### Предлози
- Прости предлози
  - με – с, със → με τον πατέρα μ' (με τον πατέρα μου)
  - από – от → από μενα (от мене); από την Вουλγαρια (от България)
  - για – за
  - κατά – точно до, точно срещу, до
  - κοντά – след това (този предлог е изменил първоначалното си значение; на нов гръцки е μετα)
  - ως – до

- Сложни предлози
  - χωρίς (или χώρς) – без
  - ύ∫τερα(на нов гръцки ύστερα) – по-късно, след, след това

### Съюзи
Съчинителните съюзи, които свързват еднородни части на изречението или самостоятелни прости изречения, са:
- съединителни съюзи – και (и); ούτε,ουτι (нито)
- разделителни съюзи – ή (или)
- противопоставящи съюзи –  μα (но, ама); μόνο – [на нов гръцки], а на диалекта μόν (само)

Подчинителни съюзи, определяни според вида на изречението, което те въвеждат, са:
- допълнителни – ότι [на нов гръцки], на диалекта ότις (че)
- в зависими въпросителни изречения – αν; μην
- обстоятелствени-
  - за време – όταν [на нов гръцки], на диалекта όντα [όнда] (когато);

όποτε (когато); σαν (като, когато); αφού (след като, щом като, щом); πριν (преди, по-рано)
- - за начин – όπως (както)
  - за количество и степен – ως
  - за цел – για (за), για να (за да), όπως (както)
  - за причина и следствие – αφού (след като, щом като, щом)
  - за условие – αν; σαν (като, когато); άμα (ако, щом)

### Междуметия
Възклицателни и подбудителни – повечето изразяват лични чувства и настроения, понякога дори противоположни едни на други.
- α – удивление, изненада, учудване, негодуване, радост,
- ὰε, αι – поощрение, подбуда
- аχ – скръб, болка, облекчение, възхищение
- ὲι – повикване
- εμ – потвърждение
- εχ – съжаление, неизпълнимо желание
- ὸπα, ὸπαλα – за хоро
- ουφ – отегчение
- ποπὸ – учудване, изненада, болка

## Граматика

### Членуване
За разлика от други езици, като българския език, определителният член е предпоставен.
За членуване на думи от ср.р., ед.ч. се използва определителният член το, а за м.р. и ж.р., ед.ч. η. Примери: το αυγό (яйцето), η άντρας (мъжът), η γ'νέκα (жената).

## Лексика
Примери за турски, арабски и персийски думи:
- ουτζάκ’, ουτζάκια. Родова община, обединяваща няколко семейства, които се придвижват заедно в постоянните преходи; изграждат колибите си непосредствено една до друга и често си оказват взаимна помощ. От тур. ocak – огнище, пещ. Употребява се в преносното си значение.
- μιλέτ’, μιλέτια. Род. Каракачанската общност се деляла на родове. От тур. millet – нация, от осм. тур. millet, от араб. milla.
- τσουράπ’, τσουράπια. Чорап. От тур. çorap, от осм. тур. çorap, çorab, от перс. jôrâb.*
- γκέτσκα. Късно. От тур. geç – късен, и собствена наставка -κα за образуване на наречия.